# Swertia hispidicalyx
Swertia hispidicalyx är en gentianaväxtart som beskrevs av Isaac Henry Burkill. Swertia hispidicalyx ingår i släktet Swertia och familjen gentianaväxter.

## Underarter
Arten delas in i följande underarter:
- S. h. minima
- S. h. subglabra